# Zoltán Verrasztó
Zoltán Verrasztó (Budapest, Hungría, 15 de marzo de 1956) es un nadador húngaro retirado especializado en pruebas de estilo espalda, donde consiguió ser subcampeón olímpico en 1980 en los 200 metros espalda.

## Carrera deportiva
En el Campeonato Mundial de Natación de 1978 celebrado en Berlín ganó el bronce en los 200 metros estilo espalda, tras el estadounidense Jesse Vassallo  y el australiano Gary Hurring; dos años después, en los Juegos Olímpicos de Moscú 1980 ganó la medalla de plata en los 200 metros espalda, con un tiempo de 2:02.40 segundos tras su paisano húngaro Sándor Wladár  (oro con 2:01.93 segundos) y por delante del australiano Mark Kerry; además ganó el bronce en los 400 metros estilos, con un tiempo de 4:24.24 segundos, tras los nadadores soviéticos Aleksandr Sidorenko y Sergey Fesenko.